# Rémi Montardon
 (janvier 2013).
Rémi Georges Jean Montardon, né le 20 janvier 1847 à Nantes et mort le 4 mai 1912 à Paris 14e, est un violoniste et professeur de violon français.

## Biographie
Seul enfant d'un couple de tailleurs d'habits, Rémi Montardon voit le jour à Nantes, rue Crébillon. Ses ascendants sont originaires du Gers du côté paternel et d'une famille de marchands épiciers vendéens du côté maternel.
La famille s'installe à Paris vers 1859 où ils logent rue de l'Aiguillerie dans le premier arrondissement. Dans les archives de l'IRPMF, on peut voir que Rémi Montardon ainsi que ses deux parents sont inscrits à la Société des Artistes et ont, a priori, des activités aux théâtre du Gymnase, du Vaudeville et de l'Odéon.
Rémi Montardon obtient au conservatoire de musique de Paris une troisième médaille de solfège en 1863 dans la classe d’Émile Jonas et la même année un deuxième prix de violon (1re partie du 1er Concerto en la mineur de Baillot) dans la classe de Charles Dancla puis en 1865, il obtient le premier prix en interprétant le 1er mouvement du 8e Concerto en mi mineur de Pierre Rode.
Dès lors, il embrasse une carrière de soliste dont voici quelques représentations rapportées par les périodiques de l'époque (Le Temps, Le Ménestrel, Le Gaulois) : 
- il jouera le huitième concerto de Pierre Rode en 1865 avec les « Concerts populaire » dirigé par Jules Pasdeloup et recevra d'ailleurs une bonne critique d'A. de Gasperini dans le journal Le Temps ;
- en 1866, le même périodique rapporte un article du Journal de Rouen à propos d'un concert donné au grand théâtre ;
- en 1867, c'est avec les frères Dancla et M. Maratet qu'il exécutera le Carnaval de Venise que Charles Dancla écrivit pour quatre violons solistes.

À la fin de l'année 1867, il est nommé professeur de violon au conservatoire de Strasbourg et premier violon solo de l'opéra en remplacement de Simon Schwaederlé qui lui part s'installer à Paris. Il fait très bonne impression auprès du public et des critiques lors d'un premier concert donné à l'opéra de Strasbourg avec Le préaux Clercs, opéra comique de Ferdinand Hérold. Durant cette période, il remplace aussi Schwaederlé dans le quatuor éponyme au pupitre de premier violon, à la société de musique de chambre municipale. Il sera ensuite remplacé par Izydor Lotto.
La guerre franco-allemande de 1870 va marquer la fin de ses activités strasbourgeoises et il retourne semble-t-il à Nantes où naît son troisième enfant, Yvonne Montardon, qui deviendra professeur de piano à Paris. En 1873-1874, il remplace M. Magnus dans la classe de violon du conservatoire municipal de Besançon.
Il revient à Paris vers février 1874 où il se produit en soliste et en formation de chambre dans diverses salles et salons (Erard, Pleyel, Herz etc.). C'est en 1880 qu'il crée la société des Concerts populaires de chambre, société de musique de quatuors destinée à promouvoir des œuvres d'auteurs modernes. 
Pendant la saison 1879-1880, huit séances seront exécutées à la salle Herz située au 48 de la rue de la Victoire dans le neuvième arrondissement avec dans le quatuor Rémi Montardon (premier violon), Italiaender (second violon, chef des seconds violons des concerts Colonne), Giannini (alto, des concerts Colonne) et Mouskoff (violoncelle, solo de l'opéra-Populaire).
Il crée en 1882 L'école française de musique et de déclamation située 4 rue Charras. Les grands principes sont la gratuité des études, pas de limite d'âge et la condition d'être français. Montardon crée cette école en annonçant qu'il comble ainsi une lacune concernant l'impossibilité d'admettre les nombreux élèves-candidats qui se présentent aux cours du Conservatoire national. L'association regroupe 93 professeurs français. Il met en place un concours annuel qui a lieu en juin ou juillet (un mois avant celui du conservatoire de musique). Cette école est financée par les dons et un budget voté chaque année par le conseil municipal (8 000 frs en 1887).
En 1887, dans la continuité des concerts populaires, il crée les concerts du Château-d'eau sis au Théâtre du Château-d'eau. Pour la saison 1887-1888, un concours est ouvert afin de pourvoir des places dans tous les pupitres de cordes. Dix concerts seront donnés durant cette première saison de novembre 1887 à fin mars 1888.
Après cette première, Rémi Montardon s'adresse au travers du journal Le Gaulois aux compositeurs français à lui faire parvenir leurs symphonies, suites d'orchestres et ouvertures. Fin juillet 1888, le Château-d'eau change de propriétaire et c'est Martial Senterre qui en prend la direction. Il entreprend d'une part de réparer la salle et y installer l'électricité et, d'autre part « ...s'occupe activement de la formation de sa troupe... », en vue de monter Lucrèce Borgia de Donizetti pour l'inauguration le 1er septembre 1888. Le Château-d'eau deviendra d'ailleurs le Théâtre lyrique national que Senterre sera sommé de renommer Théâtre lyrique par la commission des beaux-arts. Rémi Montardon n'a donc plus la place et doit donc rechercher un nouveau lieu pour ses concerts.
Il commence donc sa deuxième saison le 21 février 1889 et joue le premier concert au Théâtre de la Renaissance. Le second, qui devait avoir lieu au Théâtre Lyrique est contraint d'être repoussé d'une huitaine « ... par suite d'empêchement du propriétaire... » nous rapporte Le Ménestrel alors que Le Gaulois précise « ...quoique l'administration des concerts ait remplie toutes les formalités exigées par le directeur du Théâtre-Lyrique, M. Senterre... ».
Ayant échoué dans son entreprise et reçu de vives critiques, le directeur de l'ex Théâtre du Château-d'eau est à nouveau en quête de repreneur. C'est en mai 1889 qu'Adolphe Milliaud et Cohen prennent la direction du théâtre qu'ils ferment momentanément pour une réouverture prévue le 1er juin pour l'inauguration. Les nouveaux propriétaires souhaitent innover. Le Petit Journal nous rapporte « ...l'orchestre du nouvel opéra-populaire sera composé en grande partie de dames. les pupitres des violons, des altos et des violoncelles seront confiés à nos jeunes lauréats du conservatoire… ».
Il va sans dire que ce sont sûrement ces événements ajoutés à d'autres ennuis qui ont dû pousser Rémi Montardon à démissionner de son poste de Directeur président de l'école française de musique et de déclamation.
Rémi Montardon est promu en 1901 officier de l'Instruction publique.